# Prefectura de Oujda-Angad
La prefectura de Oujda-Angad es una de las prefecturas de Marruecos, parte de la región Oriental. Tiene una superficie de 18 715 kilómetros cuadrados y 551 767 habitantes censados en 2014.

## División administrativa
La prefectura de Oujda-Angad consta de tres municipios y ocho comunas:

### Municipios
- Beni Drar
- Naima
- Oujda

### Comunas
- Ahl Angad
- Ain Sfa
- Bni Khaled
- Bsara
- Isly
- Mestferki
- Sidi Boulenouar
- Sidi Moussa Lemhaya